# Basil William Robinson
Pour les articles homonymes, voir Robinson.
Basil William Robinson (20 juin 1912 - 29 décembre 2005) est un historien de l'art et auteur britannique, spécialiste de l'art et de l'histoire de l'Asie.

## Biographie
Né à Londres, Robinson est élève du Winchester College et du Corpus Christi College à Oxford. Il intègre l'équipe du Victoria and Albert Museum en 1939 et sert comme gardien du département de ferronnerie de 1966 jusqu'à sa retraite en 1972.
Ses principaux domaines d'études sont les peintures persanes miniatures (il a mis au point les normes de classification et la chronologie), les sabres japonais et Utagawa Kuniyoshi (il a établi la place de l'artiste parmi les grands maîtres de l'ukiyo-e).

## Publications
- Robinson, B. W., Islamic art in the Keir collection, London, Boston, Faber and Faber, 1988
- Robinson, B. W., Islamic painting and the arts of the book, London, Faber and Faber, 1976
- Diba, Layla, S., Maryam Ekhtiar with essays by B.W. Robinson, Royal Persian paintings, the Qajar epoch, 1785-1925, Brooklyn, N.Y., Brooklyn Museum, 1998
- Robinson, B. W., Japanese sword-fittings and associated metalwork, Genève, Collections Baur, 1980
- Robinson, Basil W., Orient d'un collectionneur: miniatures persanes, textiles, céramiques, orfèvrerie rassemblés par Jean Pozzi, collections du Musée d'art et d'histoire, Genève, du Musée historique des tissus, 1992
- Robinson, B. W., Persian paintings in the India Office Library, a descriptive catalogue, London, Sotheby Parke Bernet, 1976
- Robinson, B. W., Persian paintings in the John Rylands Library, a descriptive catalogue, John Rylands University Library of Manchester, 1980
- Khalili, Nasser D., B.W. Robinson and Tim Stanley, Nasser D. Khalili Collection of Islamic Art, Lacquer of the Islamic lands, Oxford University Press, 1996
- Omar Khayyam, Rubaiyat of Omar Khayyam, Persian miniatures, translation by Edward Fitzgerald, notes by B. W. Robinson, New York, Crescent Books, 1979
- Robinson, B. W., Arms and armour of old Japan, London, Her Majesty's Stationery Office, 1951
- Robinson, B. W., Arts of the Japanese sword, London, Faber and Faber, 1961
- Robinson, B. W., Arts of the Japanese sword, 2nd ed., London, Faber and Faber, 1970
- Robinson, B. W., Chinese cloisonné enamels, London, Her Majesty's Stationery Office, 1972
- Robinson, B. W., Descriptive catalogue of the Persian paintings in the Bodleian Library, Oxford, Clarendon Press, 1958
- Robinson, B. W., Fifteenth-century Persian painting, problems and issues, New York : New York University Press, 1991
- Robinson, B. W., Hiroshige, New York, Barnes & Noble, 1964
- Robinson, B. W., The John Rylands Lalā wa Majnūn and the Bodleian Nawāʻī of 1485; a royal Timurid manuscript, Manchester, 1954
- Robinson, B. W., Kuniyoshi, London, Her Majesty's Stationery Office, 1961
- Robinson, B. W., Kuniyoshi, ein Meister des japanischen Farbholzschnitts, Essen, Burkhard-Verlag, 1963
- Robinson, B. W., Kuniyoshi, the warrior-prints, Ithaca, N.Y., Cornell University Press, 1982
- Robinson, B. W. and Basil Gray, Persian art of the book: catalogue of an exhibition held at the Bodleian Library to mark the sixth International Congress of Iranian Art and Archaeology, Oxford, Bodleian Library, 1972
- Robinson, B. W., Persian drawings from the 14th through the 19th century, Boston, Little, Brown, 1976
- Robinson, B. W., Persian miniature painting from collections in the British Isles, London, Her Majesty's Stationery Office, 1967
- Robinson, B. W., Persian miniatures, New York, Citadel Press, 1957
- Robinson, B. W., Les Plus beaux dessins persans, Paris, Éditions du Chêne, 1966
- Robinson, B. W., Primer of Japanese sword-blades, Leatherhead, Surrey, Dyer, the Printer, 1955
- Robinson, B. W., Some illustrated Persian manuscripts in the John Rylands Library, Manchester, [n.d.]
- Robinson, B. W., Studies in Persian art, London, Pindar Press, 1993